# 알렉산드리아
알렉산드리아(아랍어: الإسكندرية 알이스칸다리야[*], 그리스어: Αλεξάνδρεια, 이집트 아랍어: اسكندريه 에스켄데레이야, 문화어: 엘이스칸다리아, 콥트어: ⲁⲗⲉⲝⲁⲛⲇⲣⲓⲁ, 영어: Alexandria)는 이집트 북부 알렉산드리아 주의 지중해에 면한 항구도시로 이집트에서는 수도인 카이로 다음으로 두 번째로 큰 도시이자 가장 큰 항구도시다. 기원전 4세기 알렉산드로스 대왕이 자신의 이름을 붙여 처음 세운 이래 헬레니즘 이집트의 수도로 이집트와 지중해 역사에서 가장 중요한 도시 가운데 하나였다. 현재도 이집트의 천연가스와 송유관이 지나는 중요한 산업중심지다. 이집트인들은 이곳을 아랍어로 이스칸다리야라고 부른다.
고대에는 세계 7대 불가사의 가운데 하나인 "알렉산드리아의 등대"가 있었고 고대세계에서 가장 큰 도서관인 "알렉산드리아 도서관"이 있었던 곳으로 유명하다. 종교적으로도 초기 기독교 중심지로 아리우스, 아타나시우스 등 교회사에서 중요한 인물을 많이 배출했고, 예루살렘 멸망 이후에는 유대교 중심지로 큰 역할을 했다.

## 역사
알렉산드리아가 처음 세워진 시기는 정확하지 않지만 대체로 기원전 331년으로 본다. 알렉산드로스 대왕은 자신의 이름을 붙인 도시를 세울 것을 계획하고 유명한 건축가 디노크레테스에게 도시를 건설하게 했다고 전해진다. 알렉산드로스 자신은 동방 원정을 떠나야 했기 때문에 이 도시의 완성을 보지는 못하고 결국 죽었지만 부하인 클레오메네스가 도시건설을 계속하였다.
알렉산드로스의 사후 그의 계승자 중의 하나인 프톨레마이오스가 이집트의 프톨레마이오스 왕조를 창건하고 알렉산드리아를 수도로 삼았다. 이후 알렉산드리아는 헬레니즘 세계 최대의 도시로 성장했고 경제적, 문화적 중심지가 되었다. 한때 알렉산드리아의 인구는 백만 명에 달했다고 한다. 세계 7대 불가사의 중의 하나인 "알렉산드리아의 등대"("파로스의 등대"라고도 불림)가 있었고 고대세계에서 가장 큰 도서관인 "알렉산드리아 도서관"이 있었던 것으로 유명하여 유클리드도 이 도시 출신이다.

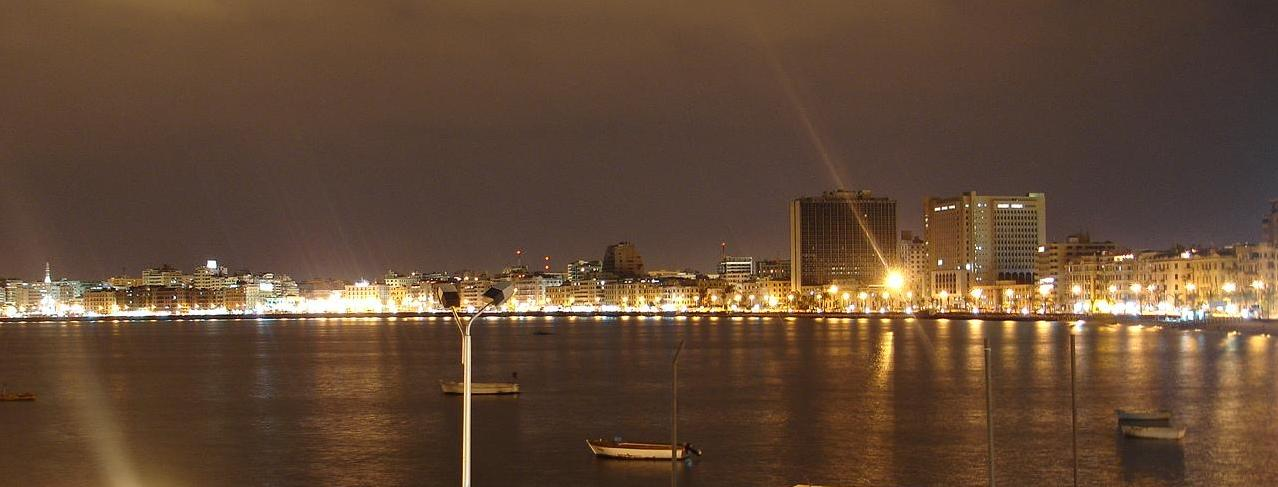
알렉산드리아
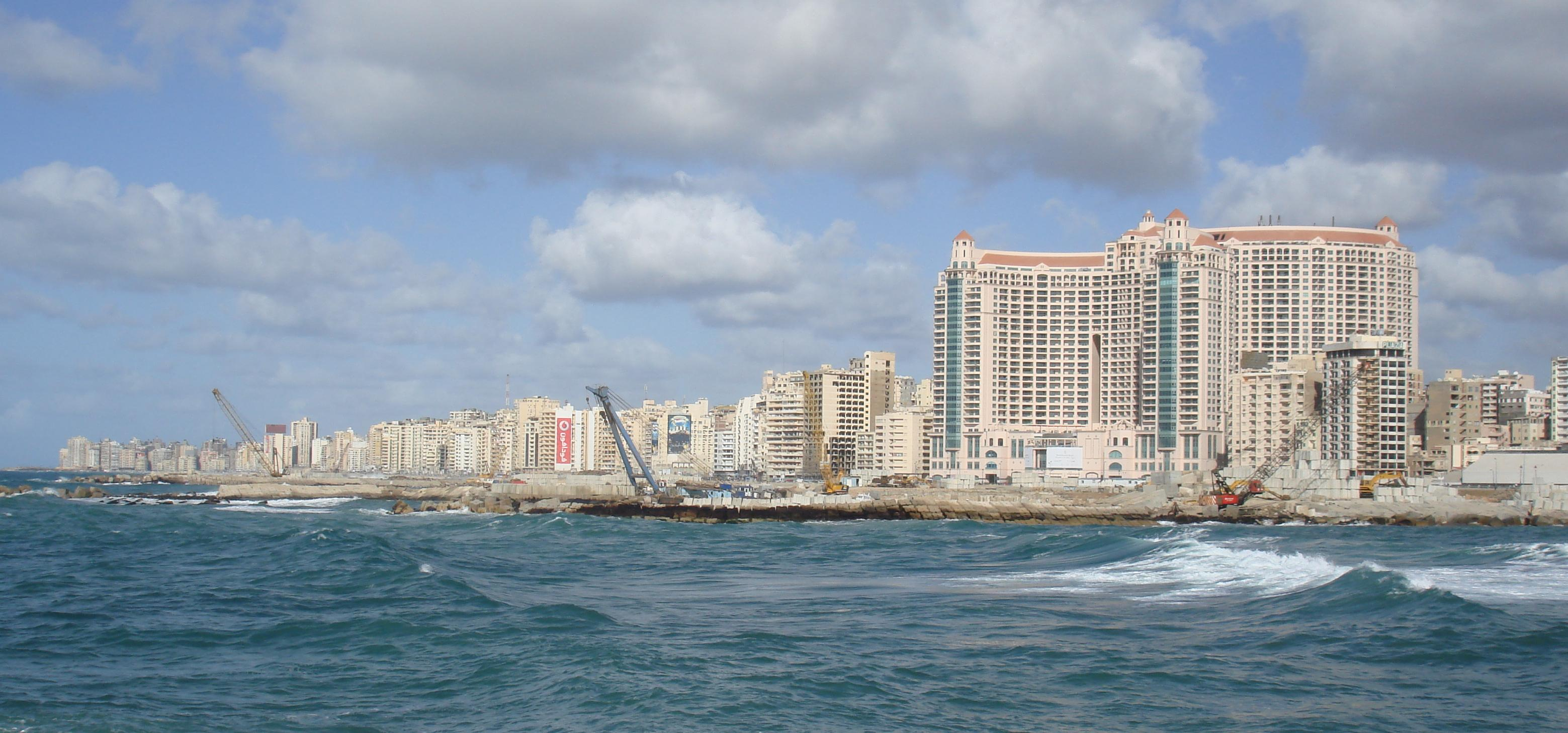
알렉산드리아

알렉산드리아는 그리스계의 자유도시로 존재했었으나 기원전 80년 프톨레마이오스 10세 때 로마 공화정의 영향 아래 들어갔다. 율리우스 카이사르는 이집트 내전에 개입하였고 클레오파트라 7세가 옥타비아누스에게 반기를 든 이후 프톨레마이오스 왕조가 멸망하고 아우구스투스 때부터는 로마 제국의 직접 지배를 받았다.
알렉산드리아는 1세기에는 세계 최대의 디아스포라를 맞아 '유대의 플라톤' 철학자 필론 등이 활약하며 헬레니즘과 헤브라이즘 사이의 학문적 교류가 일어났다. 알렉산드리아에서 유대인들은 그리스인들과 함께 유력한 공동체를 이루고 있었으며 구약성경의 가장 중요한 번역본인 셉츄아진트본도 바로 알렉산드리아에서 나왔다. 또한 크리스트교의 중요한 거점이 되어 고대 신학(神学)의 중심지 가운데 하나가 되어 크리스트교 교리와 신학의 연구가 가장 활발하게 이루어졌고, 알렉산드리아를 거점으로 활약한 신학자들을 아울러 알렉산드리아 학파로 부르며 안티오키아를 거점으로 하는 안티오키아 학파와 더불어 초기 크리스트교 연구에 중요한 중심축이 되었다. 초기 크리스트교의 유명한 아리우스와 그의 반대자 아타나시우스가 이 도시에서 활동했다. 로마 제국의 크리스트교 공인 이후 로마, 콘스탄티노폴리스, 안티오키아, 예루살렘과 함께 알렉산드리아에는 로마 제국의 총주교좌(総主教座)가 설치되었고, 다섯 총대주교좌의 한 자리를 차지하게 된다.
알렉산드리아는 이른바 3세기의 위기라 불리는 로마 제국의 침체기에 무역과 경제가 차츰 쇠퇴해갔고, 이집트의 중심은 점차 나일강 유역으로 옮겨갔다. 4세기에 이르러 이단 박해의 광풍이 로마 제국을 휘몰아치자 알렉산드리아의 쇠퇴는 더욱 가속화되었다(알렉산드리아 도서관이 파괴된 것도 이 때라고 한다). 이후 반달족의 북아프리카 지배, 616년 페르시아 제국의 침입으로 알렉산드리아는 더욱더 쇠퇴하였고 641년 아랍의 아무르 이븐 알 아스의 공격에 14달 동안 버텼으나 결국 함락되어 이후에는 아랍의 영향 아래 들어갔다. 아랍 시대에 알렉산드리아는 다소 경제적으로 침체되기는 했지만 헬레니즘 시대 이래의 학술도시로써의 성격은 남아 고대 그리스 로마 문명에 이슬람 문명이 가미된 아라비아 과학의 요람지 가운데 하나가 되었다.
나아가 홍해로부터 카이로를 거쳐 알렉산드리아까지 전해진 인도산 향신료를 찾아 베네치아 등 이탈리아 반도의 여러 도시로부터 상인들이 찾아오는 등 지중해 교역의 중요거점으로써 알렉산드리아는 다시금 번영을 누린다. 12세기 중엽에는 세계 28개 국가나 지역의 통상대표가 상주하면서 동서양 교역업무를 담당하였다고 한다. 알렉산드리아의 등대는 14세기에 지진으로 파괴되었는데, 16세기 유럽 국가가 아프리카를 돌아 인도양으로 가는 항로를 개척하게 되면서 이탈리아 여러 도시들과 함께 쇠퇴하기 시작하였다. 그러나 19세기 터키와 영국의 지배하에 알렉산드리아는 재건되었고, 무함마드 알리의 근대화 개혁의 일환으로 수출상품로써 나일 ・ 델타에서 면화가 대대적으로 재배되고 그 면화의 교역 항구가 되어, 국제무역 도시로써 알렉산드리아는 세 번째 번영을 맞이하였다.
현대의 알렉산드리아는 이집트 아랍 공화국의 공업, 경제 중심지로써 그리고 화학산업 등이 발달한 이집트 안에 손꼽히는 공업 도시로써 발전해 나가고 있다.

## 지리

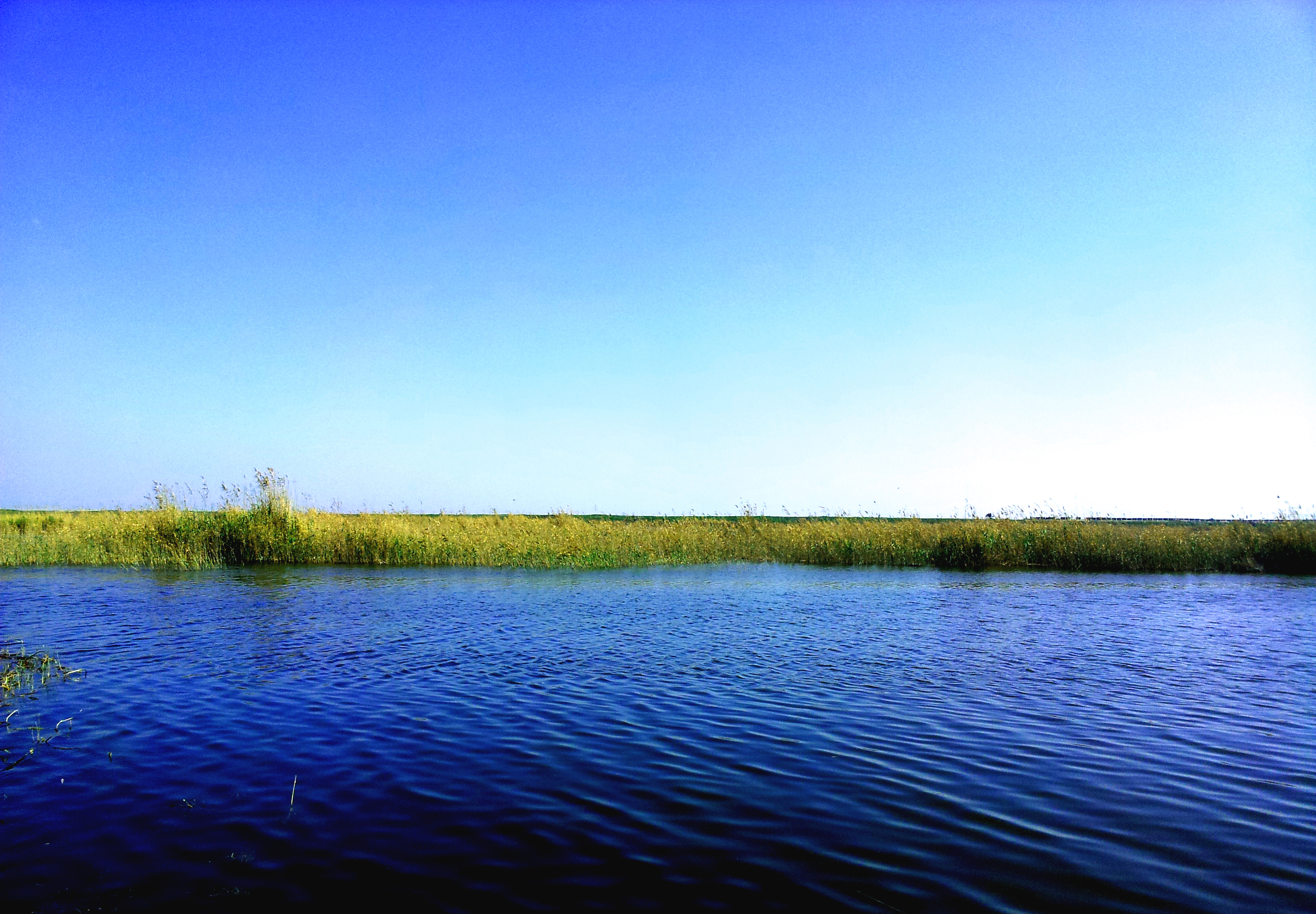
마리우트 호수

알렉산드리아는 이집트 북부, 나일 강 삼각주(델타) 북서단에 위치하고 있다.

## 교육
알렉산드리아에는 많은 고등교육기관이 위치하고 있다. 알렉산드리아 대학교는 많은 학부가 국제적으로 명성이 있으며, 특히 의과대학과 공과대학이 유명하다. 뉴보그 엘 아랍에는 이집트-일본 과학기술대학이 위치한다. 아랍 과학, 기술 및 해상운송 학술원(Arab Academy for Science, Technology & Maritime Transport, ABET)은 이집트에서 카이로 AUC 다음으로 평판이 좋은 학교로 간주된다. 프랑스에서 설립한 상고르 대학교도 있다.

## 기후
지중해성 사막 기후에 속하며 카이로에 비해 덥다. 여름에는 비교적 지내기 쉽지만 겨울에는 이집트의 다른 지역에 비해 비가 많이 와서 춥다. 연간 기온은 20.4도, 연간 최고기온은 24.9도, 최저기온은 15.8도이며, 연간 강수량은 195.9 밀리미터이다. 그리고 강수량이 많은 축에 속하고 있어 때때로는 스텝 기후의 성질을 가진 BSh로 판정되는 경우도 볼 수 있다.
| 알렉산드리아의 기후                                                                                  | 알렉산드리아의 기후 | 알렉산드리아의 기후 | 알렉산드리아의 기후 | 알렉산드리아의 기후 | 알렉산드리아의 기후 | 알렉산드리아의 기후 | 알렉산드리아의 기후 | 알렉산드리아의 기후 | 알렉산드리아의 기후 | 알렉산드리아의 기후 | 알렉산드리아의 기후 | 알렉산드리아의 기후 | 알렉산드리아의 기후 |
| 월                                                                                                   | 1월                 | 2월                 | 3월                 | 4월                 | 5월                 | 6월                 | 7월                 | 8월                 | 9월                 | 10월                | 11월                | 12월                | 연간                |
| --- | ------------------- | ------------------- | ------------------- | ------------------- | ------------------- | ------------------- | ------------------- | ------------------- | ------------------- | ------------------- | ------------------- | ------------------- | ------------------- |
| 역대 최고 기온 °C (°F)                                                                               | 29.6 (85.3)         | 33.0 (91.4)         | 40.0 (104.0)        | 40.8 (105.4)        | 45.0 (113.0)        | 43.9 (111.0)        | 40.7 (105.3)        | 39.8 (103.6)        | 39.0 (102.2)        | 38.3 (100.9)        | 35.7 (96.3)         | 31.0 (87.8)         | 45.0 (113.0)        |
| 일평균 최고 기온 °C (°F)                                                                             | 18.4 (65.1)         | 19.0 (66.2)         | 21.1 (70.0)         | 24.1 (75.4)         | 26.9 (80.4)         | 29.1 (84.4)         | 30.5 (86.9)         | 31.0 (87.8)         | 30.2 (86.4)         | 27.8 (82.0)         | 24.0 (75.2)         | 20.1 (68.2)         | 25.2 (77.4)         |
| 일일 평균 기온 °C (°F)                                                                               | 14.0 (57.2)         | 14.4 (57.9)         | 16.4 (61.5)         | 19.0 (66.2)         | 22.2 (72.0)         | 25.2 (77.4)         | 27.1 (80.8)         | 27.8 (82.0)         | 26.4 (79.5)         | 23.6 (74.5)         | 19.6 (67.3)         | 15.6 (60.1)         | 20.9 (69.6)         |
| 일평균 최저 기온 °C (°F)                                                                             | 9.5 (49.1)          | 9.7 (49.5)          | 11.8 (53.2)         | 14.3 (57.7)         | 17.8 (64.0)         | 21.7 (71.1)         | 23.9 (75.0)         | 24.4 (75.9)         | 22.5 (72.5)         | 19.3 (66.7)         | 15.1 (59.2)         | 11.1 (52.0)         | 16.8 (62.2)         |
| 역대 최저 기온 °C (°F)                                                                               | 1.2 (34.2)          | 1.2 (34.2)          | 2.3 (36.1)          | 3.6 (38.5)          | 8.5 (47.3)          | 11.6 (52.9)         | 17.0 (62.6)         | 17.8 (64.0)         | 14.0 (57.2)         | 10.7 (51.3)         | 4.6 (40.3)          | 1.2 (34.2)          | 1.2 (34.2)          |
| 평균 강수량 mm (인치)                                                                                | 61.4 (2.42)         | 35.2 (1.39)         | 12.8 (0.50)         | 2.6 (0.10)          | 1.0 (0.04)          | 0.0 (0.0)           | 0.0 (0.0)           | 0.0 (0.0)           | 0.8 (0.03)          | 8.3 (0.33)          | 36.8 (1.45)         | 52.7 (2.07)         | 211.6 (8.33)        |
| 평균 강수일수 (≥ 1.0 mm)                                                                             | 8.2                 | 5.4                 | 2.8                 | 1.2                 | 1.4                 | 0.5                 | 0.4                 | 0.4                 | 0.2                 | 1.2                 | 3.5                 | 5.9                 | 31.1                |
| 평균 상대 습도 (%)                                                                                   | 69                  | 67                  | 67                  | 65                  | 66                  | 68                  | 71                  | 71                  | 67                  | 68                  | 68                  | 68                  | 67.9                |
| 평균 월간 일조시간                                                                                   | 192.0               | 210.3               | 247.0               | 273.9               | 316.8               | 353.2               | 362.2               | 345.3               | 296.7               | 281.7               | 224.1               | 195.7               | 3,298.9             |
| 출처 1: 미국 해양대기청 (평년값: 1991년~2020년, 극값: 1957년~현재, 상대습도/일조시간: 1961년~1990년) |                     |                     |                     |                     |                     |                     |                     |                     |                     |                     |                     |                     |                     |
| 출처 2: Meteo Climat (극값 일부)                                                                     |                     |                     |                     |                     |                     |                     |                     |                     |                     |                     |                     |                     |                     |

## 자매 도시
- 미국 볼티모어